# Juan Pecourt
Juan Pecourt García (Valencia, 7 de febrero de 1941 – Valencia, 15 de febrero de 2006) fue un arquitecto español.

## Biografía
Estudió en la Escuela Técnica Superior de Arquitectura de Madrid, donde se licenció en 1968. Posteriormente se especializó en planeamiento en la Universidad de Oxford, Inglaterra. Inició su andadura profesional en 1968 formando Estudio de Arquitectura y Urbanismo junto con su hermano Miguel Pecourt, con Antonio Osorio y Fernando Puente, quienes trabajarían en equipo hasta 1970. Desde entonces y hasta 1979 seguiría colaborando con su hermano. En ese mismo año obtuvo la plaza de arquitecto municipal en Torrente, localidad para la que redactó el Plan General en 1990. Dicha labor le llevó a ganar el Premio Nacional de Arquitectura. Elaboró planes orientados a la conservación de las murallas y el casco histórico de Valencia, siendo este último también premiado por el Colegio de Arquitectos de su ciudad en 1988.
Se involucró de forma muy activa en el urbanismo valenciano, con el que se mostró muy comprometido buscando que se desarrollase una cultura urbanística en el contexto social que valorase la importancia de la sostenibilidad medioambiental, la cohesión social, la calidad de vida, y que fuese consciente de la expansión desordenada.
Su proyecto modelo, el Plan de Torrente, es una muestra de su pensamiento urbanístico: buscaba la solución de los déficits acontecidos en espacios libres, dotaciones, transporte, servicios e infraestructuras, acumulados durante las décadas anteriores; pretendía corregir esa ciudad sin calidad heredada, desde los aspectos más básicos de protección y puesta en valor del patrimonio arquitectónico, hasta el tratamiento de los centros en declive, los vacíos urbanos y los espacios periféricos residuales.
Desarrolló su actividad como docente en la Escuela Técnica Superior de Arquitectura de Valencia a partir de 1996.